# Bysjön (Åtvids socken, Östergötland)
Bysjön är en sjö i Åtvidabergs kommun i Östergötland och ingår i Storåns huvudavrinningsområde. Sjön har en area på 0,986 kvadratkilometer och ligger 94,9 meter över havet. Sjön avvattnas av vattendraget Storån (Fallån). Vid provfiske har en stor mängd fiskarter fångats, bland annat abborre, björkna, braxen och gers.

## Delavrinningsområde
Bysjön ingår i det delavrinningsområde (645159-151010) som SMHI kallar för Utloppet av Bysjön. Medelhöjden är 104 meter över havet och ytan är 4,61 kvadratkilometer. Räknas de 16 avrinningsområdena uppströms in blir den ackumulerade arean 137,15 kvadratkilometer. Avrinningsområdets utflöde Storån (Fallån) mynnar i havet. Avrinningsområdet består mestadels av skog (33 procent) och öppen mark (24 procent). Avrinningsområdet har 0,98 kvadratkilometer vattenytor vilket ger det en sjöprocent på 21,1 procent. Bebyggelsen i området täcker en yta av 0,43 kvadratkilometer eller 9 procent av avrinningsområdet.

## Fisk
Vid provfiske har följande fisk fångats i sjön:

- Abborre
- Björkna
- Braxen
- Gärs
- Gädda
- Gös
- Löja
- Mört
- Sarv
- Sutare